# Joeri Stallaert
Joeri Stallaert (Dendermonde, 25 de enero de 1991) es un ciclista belga.

## Palmarés
2012
- Antwerpse Havenpijl

2017
- 1 etapa de la Kreiz Breizh Elites